# 卡德普萊斯 (加利福尼亞州)
卡德普萊斯（英語：Card Place）是位於美國加利福尼亞州門多西諾縣的一個非建制地區。該地的面積和人口皆未知。

## 地理
卡德普萊斯的座標為39°48′29″N 123°24′17″W / 39.80806°N 123.40472°W，而該地的平均海拔高度為251米（即853英尺）。